# Куларський хребет
Куларський хребет (рос. Кулар хребет; якут. Кулар сис) — гірський масив на крайньому північному сході Росії. Адміністративно є частиною Евено-Битантайського національного району Республіка Саха, Російська Федерація.
Хребет є одним із місць в Якутії, де зустрічаються єдоми.

## Геологія
Кулар складний сланцями і пісковиками, прорваними на півночі гранітами. Є родовища золота і олов'яних руд.

## Географія
Хребет Кулар простягається на північ від Батагай-Алита у напрямку NE приблизно на 380 км, на захід і північ від річки Битантай та на захід від річки Яна, після того, як Битантай впадає у Яну. На північному сході здіймаються гори Кюндюлюн, що прямують за річку Яна. Найвищою точкою хребта Кулар є безіменна вершина висотою 1289 м.
Хребет є складовою системи Верхоянського хребта. На заході обмежений долиною річки Омолой, за якою здіймається хребет Сієтінден, що прямує у паралельному напрямку. Терен глибоко розрізаний широкими річковими міжгірськими басейнами в його середній частині. На північному сході лежить Яно-Індигірська низовина.
Хребет Кулар є вододілом річок Яни і Омолой. У районі перетину хребта і Яни лежить селище Усть-Куйга. Однойменне селище Кулар лежить за 70 км на північ від хребта.
Гори вкриті гірською тундрою, а долини — модриновими лісами та тундрою.

### Хребет Улахан-Сіс
Поблизу північного кінця Куларського хребта, 70°23′46.2″ пн. ш. 134°22′37.95″ сх. д. / 70.396167° пн. ш. 134.3772083° сх. д., є відгалуження від основного хребта, що прямує на північ під назвою Улахан-Сіс, завдовжки близько 100 км, найвища точка — 496 м. Річка Яна тече на північ на схід від хребта Улахан-Сіс, а за Яною здіймається масив Магил-Таса.